# Supercoppa UEFA 2011
La Supercoppa UEFA 2011 è stata la trentaseiesima edizione della Supercoppa UEFA.
Si è svolta venerdì 26 agosto 2011 allo stadio Louis II di Monaco, dove si sono affrontate la squadra vincitrice della Champions League 2010-2011, gli spagnoli del Barcellona, e la squadra vincitrice dell'Europa League 2010-2011, i portoghesi del Porto.
Il Barcellona, vincitore di questa edizione di Supercoppa UEFA, è stato il successore del precedente detentore del trofeo, l'Atlético Madrid.

## Partecipanti
| Squadre    | Qualificazione                                   | Partecipazioni precedenti (il grassetto indica la vittoria) |
| ---------- | ------------------------------------------------ | ----------------------------------------------------------- |
| Barcellona | Vincitrice della UEFA Champions League 2010-2011 | 7 (1979, 1982, 1989, 1992, 1997, 2006, 2009)                |
| Porto      | Vincitrice della UEFA Europa League 2010-2011    | 3 (1987, 2003, 2004)                                        |

## La partita
Durante la prima frazione di gioco è il Porto che prova a trovare la via del gol: prima con un calcio di punizione di Hulk, che termina sopra la traversa, e poi con una conclusione da fuori area di João Moutinho, la quale impegna Víctor Valdés in uscita. Il Barcellona reagisce e sfiora la rete con Pedro che, servito in profondità da Andrés Iniesta, tenta di superare Hélton con un pallonetto che, però, scheggia la traversa dell'estremo difensore dei lusitani. Al 39' gli spagnoli passano tuttavia in vantaggio: Fredy Guarín sbaglia un retropassaggio in difesa e serve Lionel Messi, che dribbla Hélton e deposita comodamente in rete l'1-0 per i blaugrana.
Nel secondo tempo i portoghesi cercano di spezzare la supremazia territoriale dei catalani con due potenti tiri da fuori area di Moutinho e Guarín, i quali non inquadrano tuttavia lo specchio della porta. Il Barcellona domina l'incontro sfiorando due volte il raddoppio, prima con David Villa e poi con Pedro, ma in entrambi i casi Hélton respinge prontamente i tentativi. All'86' il Porto rimane in dieci uomini a causa dell'espulsione di Rolando, il quale stende fallosamente Messi rimediando la seconda ammonizione del match. Dopo appena un minuto gli spagnoli chiudono la partita con il gol di Cesc Fàbregas, che controlla col petto un perfetto cross di Messi e a tu per tu con Hélton insacca in rete con un destro potente per il definitivo 2-0. I blaugrana si aggiudicano così per la quarta volta la Supercoppa UEFA.

## Tabellino
| Arbitro: | Kuipers |

|                        |           |  |
| Messi 39’ Fàbregas 88’ | Marcatori |  |

| Barcellona | Porto |

| BARCELLONA:     |    |                     |     |     |
|                 |    |                     |     |     |
| P               | 1  | Víctor Valdés       |     |     |
| D               | 2  | Daniel Alves        |     |     |
| D               | 14 | Javier Mascherano   |     |     |
| D               | 22 | Éric Abidal         |     |     |
| D               | 21 | Adriano             |     | 63’ |
| C               | 15 | Seydou Keita        |     |     |
| C               | 6  | Xavi                |     |     |
| C               | 8  | Andrés Iniesta      | 51’ |     |
| A               | 17 | Pedro               |     | 80’ |
| A               | 10 | Lionel Messi        |     |     |
| A               | 7  | David Villa         |     | 61’ |
| Sostituzioni:   |    |                     |     |     |
| P               | 36 | Oier Olazábal       |     |     |
| D               | 24 | Andreu Fontàs       |     |     |
| C               | 4  | Cesc Fàbregas       |     | 80’ |
| C               | 11 | Thiago Alcántara    |     |     |
| C               | 16 | Sergio Busquets     |     | 63’ |
| C               | 28 | Jonathan dos Santos |     |     |
| A               | 9  | Alexis Sánchez      |     | 61’ |
| Allenatore:     |    |                     |     |     |
| Josep Guardiola |    |                     |     |     |

| PORTO:        |    |                    |          |     |
|               |    |                    |          |     |
| P             | 1  | Hélton             |          |     |
| D             | 21 | Cristian Săpunaru  |          |     |
| D             | 14 | Rolando            | 65’, 86’ |     |
| D             | 30 | Nicolás Otamendi   |          |     |
| D             | 13 | Jorge Fucile       |          |     |
| C             | 23 | Souza              |          | 77’ |
| C             | 6  | Fredy Guarín       | 82’, 90’ |     |
| C             | 8  | João Moutinho      |          |     |
| A             | 12 | Hulk               |          |     |
| A             | 11 | Kléber             |          | 77’ |
| A             | 10 | Cristian Rodríguez | 30’      | 69’ |
| Sostituzioni: |    |                    |          |     |
| P             | 31 | Rafael Bracalli    |          |     |
| D             | 4  | Maicon             |          |     |
| C             | 7  | Fernando Belluschi |          | 77’ |
| C             | 25 | Fernando           |          | 77’ |
| C             | 35 | Steven Defour      |          |     |
| A             | 17 | Silvestre Varela   |          | 69’ |
| A             | 20 | Djalma             |          |     |
| Allenatore:   |    |                    |          |     |
| Vítor Pereira |    |                    |          |     |